# ズハイル・ブン・ジャズィーマ
ズハイル・ブン・ジャズィーマ・ブン・ラワーハ・アル＝アブスィー（アラビア語: زهير بن جذيمة بن رواحة العبسي, ラテン文字転写: Zuhayr b. Jadhīma b. Rawāḥa al-ʿAbsī）は、前イスラーム期のアラビアにおいて6世紀の中頃にガタファーン族とハワーズィン族の連合の指導者となったアブス族の族長である。

## 来歴
ズハイルはアラブの大部族であるガタファーン族の支流にあたるアブス族に属していたジャズィーマ・ブン・ラワーハの息子である。アブス族の始祖まで系図を繋いだ場合のズハイルの名前は、ズハイル・ブン・ジャズィーマ・ブン・ラワーハ・ブン・ラビーア・ブン・マーズィン・ブン・アル＝ハーリス・ブン・クタイア・ブン・アブスである。そのアブス族はアラビア半島中部のナジュドの一部であるカスィーム地方を本拠地としていた。アブス族が属していたガタファーン族は550年頃にズハイルの指導の下でアラビアにおける強力な勢力となった。また、ズハイルはハワーズィン族を自らの支配下に置くことにも成功した。しかし、ズハイルはアーミル族の族長のハーリド・ブン・ジャアファル・アル＝キラービーによって殺害され、その後アブス族の運勢は著しく悪化した。ズハイルの息子のカイス・ブン・ズハイルは、ファザーラ族のフザイファ・ブン・バドルに率いられた（アブス族を除く）ガタファーン族とアブス族の間で起こったダーヒスとアル＝ガーブラの紛争の間、アブス族の指導者の立場にあった。
ズハイルから数えて4代目の直系の子孫にあたるワッラーダ・ビント・アル＝アッバース・アル＝アブスィーヤは、ウマイヤ朝のカリフのアブドゥルマリク（在位：685年 - 705年）と結婚し、後のウマイヤ朝のカリフであるワリード1世（在位：705年 - 715年）とスライマーン（在位：715年 - 717年）を生んだ。